# Jeroni Palou
Jeroni Palou (Mallorca, segle XVIII-Ciutat de Mallorca, 1782), metge i filòsof. Va ser catedràtic d'anatomia de la Universitat Literària de Mallorca. Escriví Aprovación apologética... on rebutjà l'ús de la filosofia aristotélico-escolàstica en medicina i defensà l'aplicació de l'experiència al coneixement.